# Henning vom Haus

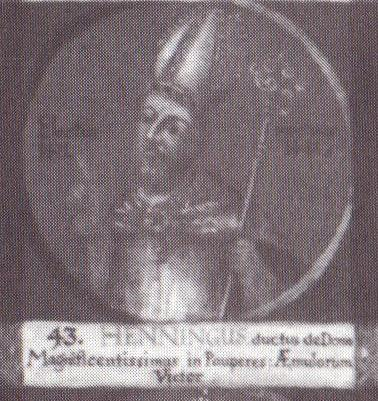
Henning als 43. Bischof von Hildesheim auf einem Gemälde mit Medaillondarstellungen aller Hildesheimer Bischöfe bis zum Ende des 18. Jahrhunderts; lateinische Inschrift: „Henning, weggeführt vom Haus (ductus de Domo), großherzig zu den Armen, Sieger über die Rivalen“.

Henning vom Haus (auch: von Hus, de domo) († 14. oder 15. April 1488) war von 1471 bis 1481 Bischof von Hildesheim.
Henning stammte aus der niedersächsischen Adelsfamilie v. Haus. Gegen Ende seiner Amtszeit modifizierte er sein Bischofswappen derart, dass es das Bernwardskreuz integrierte. 1441 studierte er in Erfurt. Nach dem Tod von Ernst I., Graf von Schauenburg, wurde er als Hildesheimer Domdechant am Michaelistag 1471 von der Minderzahl der Domherren zum Bischof erwählt, musste sich jedoch noch gegen zwei Gegenbischöfe durchsetzen.
Die Mehrheit des Kapitels, an dessen Spitze der Dompropst Eckhard von Wenden stand, postulierte Hermann, Landgraf von Hessen. Als Henning von seiner päpstlichen Bestätigung aus Rom zurückkehrte, war das Stift von seinen Gegnern eingenommen. Nur die Bürger der Stadt Hildesheim waren ihm ergeben und belagerten Hermann in der Burg Steuerwald, bis dieser zurücktrat. Sein Vetter, der Bischof von Verden Berthold II. von Landsberg, eilte herbei und weihte und inthronisierte Henning am 14. April 1472. Hermanns Anhänger postulierten nun als nächsten Gegenbischof Balthasar, Herzog von Mecklenburg, der aber die Burg Steuerwald nicht einnehmen konnte und 1474 wieder abzog. Nach dreijährigen Kämpfen war Henning in seinem Amt unangefochten. Den Hildesheimer Bürgern gewährte er unter anderem Zollfreiheit im Stift.
Als 1474 die Herzöge Wilhelm und Friedrich versuchten Koldingen zu erobern, konnten die Hildesheimer Bürger auch diesen Angriff abwehren. Am 2. Dezember 1475 wurde Frieden geschlossen. Im gleichen Jahr mussten die Alfelder, die den bischöflichen Vogt erschlagen hatten, bestraft werden. Außerdem existiert ein Bericht über seine Visitation im Neuwerkkloster Goslar.

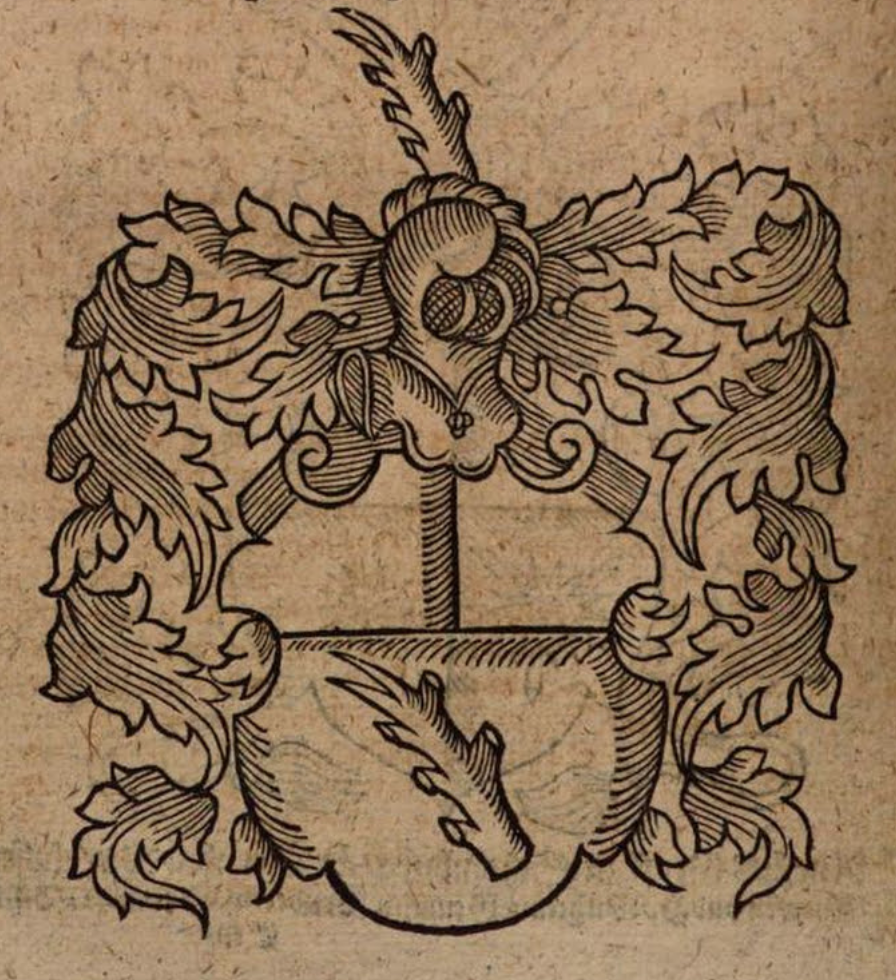
Hennings Wappen in der Dasselischen Chronica (1596)

1476, nachdem ein allgemeiner Landfrieden geschlossen worden war, brach wieder eine Fehde mit Herzog Friedrich aus. Nach bischöflichen Überfällen brach auch Herzog Wilhelm der Jüngere mit ihm und Henning legte 1481 sein Bischofsamt nieder. Er und die Stadt setzten sich beim Papst dafür ein, dass sein Vetter Berthold II. Bischof würde. Henning erhielt die Marienburg als Wohnsitz. Beerdigt wurde er vor der Sakristei im Hildesheimer Dom.